# MTV Movie Awards 2015
La 24e cérémonie des MTV Movie Awards a lieu le 12 avril 2015 à Los Angeles et est retransmise sur la chaîne MTV le 12 avril à 22h00 sur MTV.
Les prix récompensent les réalisations de l'année dans le cinéma.
Les premières nominations sont annoncées le 4 mars 2015.

## Performances

### Show
- Fall Out Boy & Fetty Wap - "Centuries"/"Trap Queen"
- Charli XCX, Ty Dolla Sign & Tinashe - "Famous"/"Drop That Kitty"

## Palmarès
Les lauréats sont indiqués ci-dessous dans chaque catégorie et en caractères gras,.

### Film de l'année(Movie of the Year)
- Nos étoiles contraires
  - American Sniper
  - Boyhood
  - Gone Girl
  - Gardiens de la Galaxie
  - Hunger Games : La Révolte, partie 1
  - Selma
  - Whiplash

### Meilleur acteur(Best Actor)
- Bradley Cooper – American Sniper
  - Ansel Elgort – Nos étoiles contraires
  - Chris Pratt – Gardiens de la Galaxie
  - Channing Tatum – Foxcatcher
  - Miles Teller – Whiplash

### Meilleure actrice(Best Actress)
- Shailene Woodley – Nos étoiles contraires
  - Scarlett Johansson – Lucy
  - Jennifer Lawrence – Hunger Games : La Révolte, partie 1
  - Emma Stone – Birdman
  - Reese Witherspoon – Wild

### Performance la plus effrayante (Best Scared-As-Shit Performance)
- Un voisin trop parfait – Jennifer Lopez
  - American Nightmare 2: Anarchy – Zach Gilford
  - Annabelle – Annabelle Wallis
  - Gone Girl – Rosamund Pike
  - Le Labyrinthe (The Maze Runner) – Dylan O'Brien

### Performances exceptionnelles (Breakthrough Performance)
- Dylan O'Brien pour le rôle de Thomas dans Le Labyrinthe (The Maze Runner)
  - Ellar Coltrane – Boyhood
  - Ansel Elgort – Nos étoiles contraires
  - David Oyelowo – Selma
  - Rosamund Pike – Gone Girl

### Meilleur duo (Best On-Screen Duo)
- Zac Efron & Dave Franco – Nos pires voisins
  - Bradley Cooper & Vin Diesel – Gardiens de la Galaxie
  - James Franco & Seth Rogen – L'Interview qui tue !
  - Channing Tatum & Jonah Hill – 22 Jump Street
  - Shailene Woodley & Ansel Elgort – Nos étoiles contraires

### Meilleure performance sans chemise (Best Shirtless Performance)
- Zac Efron – Nos pires voisins
  - Ansel Elgort – Nos étoiles contraires
  - Channing Tatum – Foxcatcher
  - Chris Pratt – Gardiens de la Galaxie
  - Kate Upton – Triple Alliance

### Meilleur combat (Best Fight)
- Le Labyrinthe (The Maze Runner) – Dylan O'Brien et Will Poulter
  - 22 Jump Street – Jonah Hill et Jillian Bell
  - Birdman – Edward Norton et Michael Keaton
  - Captain America : Le Soldat de l'hiver – Chris Evans et Sebastian Stan
  - Nos pires voisins – Seth Rogen et Zac Efron

### Meilleur baiser (Best Kiss)
- Nos étoiles contraires – Ansel Elgort et Shailene Woodley
  - Captain America : Le Soldat de l'hiver – Scarlett Johansson et Chris Evans
  - L'Interview qui tue ! – James Franco et Seth Rogen
  - Nos pires voisins – Rose Byrne et Halston Sage
  - The Amazing Spider-Man : Le Destin d'un héros (The Amazing Spider-Man 2) – Andrew Garfield et Emma Stone

### Meilleur moment WTF (Best #WTF Moment)
- Seth Rogen & Rose Byrne – Nos pires voisins
  - Rosario Dawson & Anders Holm – Top Five
  - Jonah Hill – 22 Jump Street
  - Jason Sudeikis & Charlie Day – Comment tuer son boss ?
  - Miles Teller – Whiplash

### Meilleur méchant (Best Villain)
- Meryl Streep – Into the Woods
  - Jillian Bell – 22 Jump Street
  - Peter Dinklage – X-Men: Days of Future Past
  - Rosamund Pike – Gone Girl
  - J. K. Simmons – Whiplash

### Meilleur moment musical (Best Musical Moment)
- Jennifer Lawrence – Hunger Games : La Révolte, partie 1
  - Bill Hader & Kristen Wiig – The Skeleton Twins
  - Chris Pratt – Gardiens de la Galaxie
  - Seth Rogen & Zac Efron – Nos pires voisins
  - Miles Teller – Whiplash

### Meilleure performance comique (Best Comedic Performance)
- Channing Tatum – 22 Jump Street
  - Rose Byrne – Nos pires voisins
  - Kevin Hart – Témoin à louer
  - Chris Pratt – Gardiens de la Galaxie
  - Chris Rock – Top Five

### Meilleure transformation à l'écran (Best On-Screen Transformation)
- Elizabeth Banks – Hunger Games : La Révolte, partie 1
  - Steve Carell – Foxcatcher
  - Ellar Coltrane – Boyhood
  - Eddie Redmayne – Une merveilleuse histoire du temps
  - Zoe Saldana – Gardiens de la Galaxie

### Meilleur héros (Best Hero)
- Dylan O'Brien pour le rôle de Thomas dans Le Labyrinthe (The Maze Runner)
  - Martin Freeman – Le Hobbit : La Bataille des Cinq Armées
  - Jennifer Lawrence – Hunger Games : La Révolte, partie 1
  - Chris Pratt – Gardiens de la Galaxie
  - Shailene Woodley – Divergente 2 : L'Insurrection

### Meilleure scène d'action
- John Wick – séquence la discothèque Red Circle
- Need for Speed – séquence de la poursuite de police

## Récompenses spéciales

### MTV Trailblazer Award: Prix «pionnière»
- Shailene Woodley

### MTV Generation Award: Prix d'honneur
- Robert Downey Jr.

### MTV Comedic Genius Award
- Kevin Hart